# Шатёрная улица
Шатёрная улица — широтная улица в Красногвардейском районе Санкт-Петербурга. Проходит от безымянного проезда, параллельного Ручьёвской дороге, до крематория. Параллельна Шафировскому проспекту.

## История
Изначально называлась Бироновской дорогой (название известно с 1913 года).
Современное название присвоено 27 февраля 1941 года.
6 декабря 1976 года название было упразднено, а 7 июля 1999 года восстановлено.

## Транспорт
Ближайшие к Шатёрной улице станции метро — «Академическая» (около 4 км) и «Площадь Мужества» (около 5 км) 1-й (Кировско-Выборгской) линии.
Движение наземного общественного транспорта по Шатёрной улице отсутствует.
- Проезд от станции метро «Академическая» — автобусом № 153 до остановки «Крематорий».
- Проезд от станции метро «Площадь Мужества» — автобусом № 138 до конечной остановки «Крематорий».

## Достопримечательности
- Санкт-Петербургский крематорий — Шафировский проспект, дом 12